# Andreas Maercker

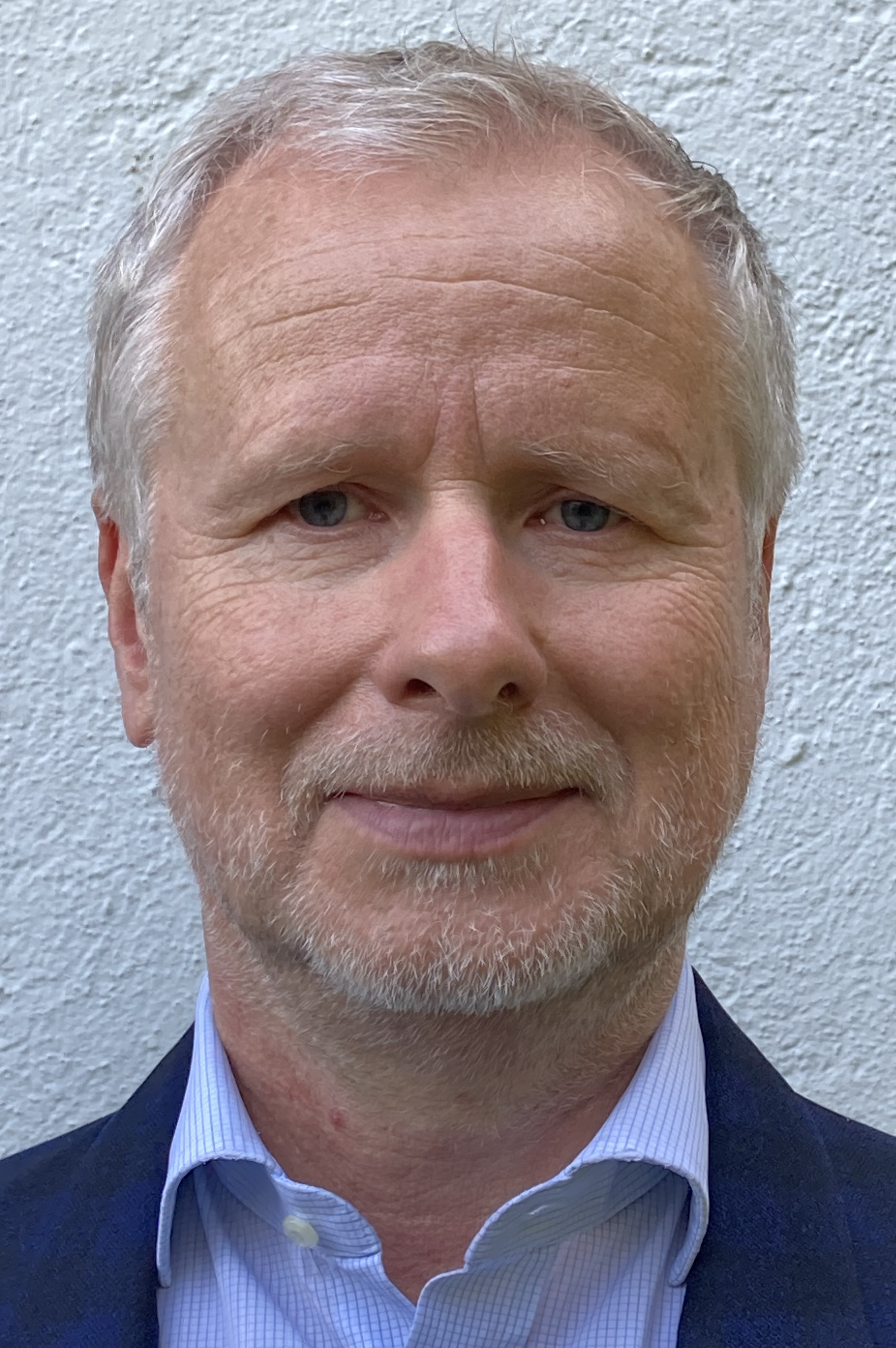
Andreas Maercker 2022

Andreas Maercker (* 1960 in Halle (Saale)) ist ein deutsch-schweizerischer Psychologe und Mediziner, tätig als Professor für Psychologie an der Universität Zürich.

## Beruflicher und privater Werdegang
Andreas Maercker studierte Medizin und Psychologie. 1986 wurde er an der Humboldt-Universität Berlin in Medizin mit der Arbeit "Kognitive Prozesse, Stress und das Neuropeptid Substanz P" beim Pathophysiologen Karl Hecht promoviert. Zudem hatte er in den 1980er Jahren Philosophieunterricht bei Wolfgang Harich. 1995 wurde Maercker an der Freien Universität Berlin zum Dr. phil. mit der Arbeit "Existenzielle Konfrontation: Eine Untersuchung im Rahmen eines psychologischen Weisheitsparadigmas" bei dem Psychologen Paul B. Baltes promoviert.
Von 1988 bis 1989 war Maercker für zehn Monate politischer Häftling in der DDR infolge eines Fluchtversuchs in die Bundesrepublik (zu zwei Jahren Haft verurteilt und früher durch die Bundesrepublik Deutschland "freigekauft").

## Wirken
Mit seinen Arbeitsgruppen an den Universitäten Dresden bis 2001 und Zürich untersuchte Maercker u. a. Opfer politischer Gewalt (z. B. ehemalige politische Inhaftierte der DDR: 1995, 2008), Kriegsopfer (z. B. Dresdner Bombennachtsopfer), Kriminalitätsopfer (in Deutschland und in China) und ehemalige Schweizer Verdingkinder. Zusammen mit Mitautoren entwickelte er psychologische Messverfahren für Schutzfaktoren bei der Traumaverarbeitung: „Offenlegen der Traumaerfahrungen (Disclosure)“ und „gesellschaftlichen Anerkennung als Traumaopfer bzw. -überlebender“.
Seine PTSD-Forschung stellt soziale und zwischenmenschliche Faktoren in den Mittelpunkt, die ihm zufolge mehr als biologische Faktoren oder Gedächtnisveränderungen darüber entscheiden, ob ein Betroffener eine posttraumatische Belastungsstörung entwickelt („Sozial-interpersonelle Perspektive“). Das ergänzende „Janus-Kopf-Modell der posttraumatischen Reifung“ (zusammen mit Tanja Zöllner) nimmt Bezug darauf, dass viele Überlebende beschreiben, dass das Überstehen der traumatischen Erfahrungen sie in positiver Weise verändert habe, z. B. dass sie eine stärkere Verbundenheit mit Nahestehenden erleben und sie das Leben jetzt stärker wertschätzen.
Die PTSD-Forschung wurde zunehmend kulturvergleichend ausgerichtet. Maercker bezieht dabei individuelle Wertvorstellungen nach der Theorie von Shalom H. Schwartz ein, wobei gezeigt wurde, dass moderne Wertvorstellungen (z. B. Selbstbestimmung, Leistungsstreben, Hedonismus) zur psychischen Widerstandsfähigkeit beitragen, während traditionelle Werte (z. B. Güte, Konformität, Einflussnahme) zu mehr sozialer Unterstützung und zu psychischer Gesundheit verhelfen. Dazu wurden Studien im europäischen Vergleich, in der Deutschen Bundeswehr (nach Auslandseinsätzen) sowie im Vergleich Schweiz-China durchgeführt; für China wurde auch ein Online-basiertes Selbsthilfeprogramm entwickelt.
Im Rahmen internationaler Zusammenarbeit unter dem Dach der WHO war er entscheidend an der Formulierung neuer Diagnosen im Bereich der psychischen Trauma- und Belastungsstörungen beteiligt: der komplexen posttraumatischen Belastungsstörung und der Anhaltenden Trauerstörung. Beide sind Differenzierungen der Posttraumatischen Belastungsstörung, die sich von dieser durch die teilweise unterschiedliche Symptomatik unterscheiden sowie durch verschiedene Themen und Techniken in der psychotherapeutischen Behandlung. Seine Arbeitsgruppe lieferte die erste Häufigkeits- (Prävalenz-)Berechnung dieser beiden neuen Störungsbilder in deutschen Bevölkerung.
Das Forschungsprogramm im Altersbereich (zusammen mit Simon Forstmeier) untersucht die „motivationale Reservekapazität“ Älterer, die auf lebens- und lerngeschichtlicher Ressourcenbildung beruht und von der angenommen wird, dass sie z. B. einen demenzbedingten Abbau der Intelligenz und allgemeiner Fähigkeiten zeitweise kompensieren kann. Eine Studie mit ehemaligen Verdingkindern zeigte, dass diese im Gegensatz dazu ein erhöhtes Risiko für demenzbedingten Fähigkeitsabbau haben, was u. a. mit einer trauma-bedingt beeinträchtigten motivationalen Reservekapazität erklärt wird.

## Klinische Kulturpsychologie
Klinische Kulturpsychologie (engl. cultural clinical psychology) als neue Subdisziplin wurde von Maercker zusammen mit Yulia Chentsova-Dutton und Andrew Ryder etabliert. Ihre beiden Ziele sind: das Verstehen der kulturellen Prägung psychischer Störungen sowie die Anwendung dieses Verständnis zur besseren klinischen Erkennung und Intervention dieser Störungen. 2019 erschien das Buch Cultural Clinical Psychology and PTSD, in dem – anders als der Titel suggeriert – nicht nur die posttraumatische Belastungsstörung, sondern die ganze Breite möglicher kultureller Expressionen von Traumafolgestörungen beleuchtet werden. Zentral für die folgenden kulturpsychologischen Untersuchungen der Traumafolgestörungen sind einerseits die spontanen Metaphern der Betroffenen (z. B. ein gefällter Baum, das eigene Kreuz tragen müssen) und anderseits kulturelle Skripte von Traumafolgen, d. h. dynamischen Abfolgen von Fakten, Kognitionen, Emotionen, Motivationen und Körperempfindungen.
Kulturelle Skripte erlauben elementare Sequenzen von typischen Leidensexpressionen darzustellen. Für den Globalen Norden ist dies teilweise deckungsgleich mit den kodifizierten Diagnosen, z. B. der PTBS, komplexen PTBS oder Anhaltenden Trauerstörung. Eine seit 2022 laufende Paralleluntersuchung mit emischen und etischen Methoden analysiert kulturelle Skripte von Traumafolgen in der Schweiz, Ruanda, Georgien, China und Israel.
Maercker hat sich seit 2021 einem weiteren Thema zugewandt, den «Historischen Traumata» nach der Definition von Maria Yellow Horse Brave Heart. Demnach sind historische Traumata in der Sozial- und Kulturpsychologie (i) vergangene kollektive Traumatisierungen wie Versklavung, schwerste Repression, Kriege; (ii) eine weiterbestehende Marginalisierung oder Diskriminierung der Betroffenen und ihrer Folgegenerationen; (iii) mit intergenerationaler Traumawirkungen für die individuelle Psyche; (iv) heutigen sozialen Benachteiligungen und Ungleichbehandlungen; (v) sozialen Pathologien wie fehlendes Vertrauen, Verbitterung etc.; (vi) kein oder allenfalls ein dysfunktionales kollektives Opfernarrativ.
Eine Wissenschaftsstudien-Monografie zu diesem Thema ist seitdem in Arbeit. Eines der Kapitel wurde in modifizierter Kurzfassung als Zeitschriftenbeitrag 2023 publiziert: How to deal with the past How collective and historical trauma psychologically reverberates in Eastern Europe.

## Mitgliedschaften und Ehrungen
Maercker war Gründungsmitglied und früherer Vorsitzender der Deutschsprachigen Gesellschaft für Psychotraumatologie (DeGPT) sowie Mitgründer und Herausgeber der Zeitschrift „Trauma und Gewalt“ (Klett-Cotta). Seit 2011 leitet er die internationale Arbeitsgruppe der Weltgesundheitsorganisation zur Revision der Krankheitsklassifikation (ICD-10/11) für „Stress- und Traumafolgen-Erkrankungen“. Seit 2018 ist er Mitglied im wissenschaftlichen Beirat der Lindauer Psychotherapiewochen.
Ihm wurde 2004 der Preis der Margrit-Egnér-Stiftung für seine Arbeit in der Psychotraumatologie verliehen. 2017 erhielt er in Anerkennung seiner wissenschaftlichen und ehrenamtlichen Beiträge für die Psychotraumatologie und die klinische Versorgung von Traumabetroffenen das Bundesverdienstkreuz am Bande, überreicht vom deutschen Botschafter Otto Lampe. 2017 erhielt er von der European Society for Traumatic Stress Studies den „Wolter de Loos Award for Distinguished Contribution to Psychotraumatology in Europe“ für sein wissenschaftliches Werk. Er war Fellow des Wissenschaftskolleg zu Berlin im akademischen Jahr 2018–19 und des Wissenschaftskollegs Greifswald 2022.
Maercker war von 2017 bis 2023 Vorsitzender der Historischen Kommission der Deutsche Gesellschaft für Psychologie zur "Instrumentalisierung der Psychologie in der DDR", die sich insbesondere mit der operativen Psychologie an der Hochschule in Potsdam-Golm des Ministeriums für Staatssicherheit beschäftigt.
Die Academia Europaea wählte ihn 2025 zu ihrem Mitglied in der Sektion „The Human Mind and its Complexity“. 

## Sonstiges
Andreas Maercker ist mit dem Kunsthistoriker Franz-Carl Diegelmann verheiratet und hat einen erwachsenen Sohn.

## Schriften
- Traumafolgestörungen. 5. Auflage. Springer, Heidelberg 2019, ISBN 978-3-662-58469-9.
- Post-Traumatic Stress Disorder: A Lifespan Developmental Perspective., mit Matthias Schützwohl, Zahava Solomon (Hrsg.), Hogrefe & Huber, Seattle 2008, ISBN 978-0-88937-187-3.
- Handbuch der Psychotraumatologie. mit Günter H. Seidler, Harald J. Freyberger (Hrsg.), Klett-Cotta, Stuttgart 2011, ISBN 978-3-60894-665-9.
- Klinische Psychologie – Grundlagen, 2. Aufl. mit Franz Petermann, Wolfgang Lutz, Ulrich Stangier, Hogrefe, Göttingen 2018, ISBN 978-3-80172-783-3.
- Der Lebensrückblick in Therapie und Beratung. mit Simon Forstmeier (Hrsg.), Springer, Heidelberg 2013, ISBN 978-3-642-28198-3, doi:10.1007/978-3-642-28199-0.
- Trauma und Traumafolgestörungen. Beck, München 2017, ISBN 978-3-406-69850-7.
- Cultural clinical psychology and PTSD. mit Eva Heim, Laurence J. Kirmayer (Hrsg.), Hogrefe, Boston 2019, ISBN 978-0-889-37497-3.
- Psychologie als Instrument der SED-Diktatur. mit Jens Gieseke (Hrsg.), Hogrefe, Göttingen 2021, ISBN 978-3-456-86072-5.

autobiographisch
- Andreas Maercker: Die Sprechstunde des Doc. S. 56–63 in: Florian Bickmeyer, Jochen Brenner, Stefan Kruecken: Nur raus hier! 18 Geschichten von der Flucht aus der DDR, 18 Geschichten gegen das Vergessen. Hrsg. und Fotografien: Andree Kaiser. 213 S., Hollenstedt 2014, ISBN 978-3-940138-76-7